# Below Her Mouth
Below Her Mouth é um filme de drama erótico romântico canadense de 2016 dirigido por April Mullen e escrito por Stephanie Fabrizi. O filme é estrelado por Natalie Krill como Jasmine e Erika Linder como Dallas, duas mulheres em Toronto que se encontram e começam um apaixonado caso de amor. O elenco também inclui Tommie-Amber Pirie, Mayko Nguyen, Elise Bauman, Melanie Leishman e Sebastian Pigott.

## Sinopse
Situado ao longo de três dias, o filme segue duas mulheres muito diferentes que se apaixonam. Jasmine é uma editora de moda de sucesso que mora com seu noivo em Toronto. Em uma sexta-feira à noite, enquanto estava na cidade com sua melhor amiga Claire, Jasmine conhece Dallas, uma mulher que trabalhava em telhados recentemente, saindo de um relacionamento. Surpresa com a confiança com que Dallas se aproxima dela, as duas mulheres muito diferentes se conectam. Jasmine se apaixona pela misteriosa mulher que está trabalhando com uma equipe na casa ao lado da de Jasmine. O encontro casual logo se transforma em desejo que acende em Jasmine quando ela se torna mais familiarizada com Dallas, o que leva Jasmine a acompanhá-la a seu loft de aluguel barato, onde as duas mulheres logo se envolvem em sexo apaixonado. Por mais que Jasmine lute contra seus sentimentos por estar sexualmente envolvida com outra mulher, ela teme que seu encontro com Dallas possa arruinar seu noivado com seu noivo, caso isso venha a se tornar conhecido.

## Elenco
- Erika Linder como Dallas
- Natalie Krill como Jasmine
- Sebastian Pigott como Rile
- Mayko Nguyen como Joslyn
- Tommie-Amber Pirie como Quinn
- Melanie Leishman como Claire
- Andrea Stefancikova como MJ
- Daniela Barbosa como Desiree
- Elise Bauman como Bridget
- Jocelyn Hudon como Nikki
- Aneesa Badshaw como dançarina exótica

## Produção
O filme foi rodado em Toronto durante um período de três semanas e meia em 2015 com uma equipe de produção feminina, e posteriormente estreou no Festival Internacional de Cinema de Toronto de 2016, seguido por um lançamento simultâneo nos Estados Unidos em abril 28 de abril de 2017.

## Recepção
No agregador de resenhas Rotten Tomatoes, o filme tem uma taxa de aprovação de 22% com base nas resenhas de 27 críticos, com uma classificação média de 4.5/10. No Metacritic, que atribui uma classificação normalizada, ele recebeu uma pontuação média de 42 de 100, com base em 9 avaliações de críticos convencionais, indicando "mista ou média".

### Resposta crítica
Diego Semerene, da Slant Magazine, deu ao filme 0.5 estrelas de 4, escrevendo: "O filme é inquestionavelmente uma fantasia pornográfica que mal tenta passar como algo diferente de material de masturbação."  Ele acrescentou, "A atuação e o diálogo rígidos de Below Her Mouth sugerem uma influência equivocada de La vie d'Adèle reduzida à estética sexy do sexo lésbico, mas completamente alheia ao que realmente anima os corpos incrivelmente bonitos, insuportavelmente lisos e perpetuamente excitados do filme." Guy Lodge da Variety descreveu-o como "um romance sexualmente franco, mas narrativamente frágil, entre garotas e garotas que nunca passa por baixo da pele amplamente exposta de suas personagens lindas." Frank Scheck, do The Hollywood Reporter, chamou o filme de "um esforço inegavelmente vaporoso que oferece muito calor em suas cenas de sexo, embora seja significativamente aquém em termos dramáticos." Katie Walsh do Los Angeles Times disse: "Apesar das cineastas no comando, o filme entra em um território explorador, com a proporção do tempo de tela dado aos corpos femininos se contorcendo muito mais do que o dado às suas experiências únicas como gays ou mulheres enrustidas no mundo". Jude Dry de Indiewire escreveu: "O que, exatamente, está abaixo de sua boca? Seu queixo? Seu corpo? Toda a sua mente e espírito? É um título apropriadamente ambíguo para um filme sem direção, um filme noturno que será apreciado por tantos homens quanto adolescentes lésbicas com tesão."

### Mídia doméstica
O filme foi disponibilizado como vídeo sob demanda na Amazon Video em 29 de abril de 2017; seguido pela Netflix em 1 de agosto de 2017